# Али Риза-паша (губернатор Багдада)
Али Риза-паша (иногда пишется Лаз Али Ридха-паша) (? — 1846) — османский военный и государственный деятель, паша Алеппо (1829—1830), Диярбакыра (1830—1831), Багдада (1831—1842), Джидды (1837—1840) и Дамаска (1842—1845). Поэт, в своих произведениях он использовал псевдоним Риза.

## Биография
По некоторым данным, Али Рыза-паша родился в небольшой деревне под Трабзоном, а по некоторым источникам — в районе Ризе санджака Лазистан. Османские авторы утверждают, что Али Риза-паша был известен как Лаз Али Риза-паша из-за места своего рождения. Однако, по некоторым данным, он из семьи Корданогулларов из Фындыклы. Али Риза-паша обучался у Лаза Азиза Ахмеда-паши.
Али Риза-паша возглавил османскую армию в 1831 году против губернатора мамлюков в Багдаде после того, как Дауд-паша отказался оставить свой пост. Али Риза-паша захватил город, и Дауд-паша положил конец правлению мамлюков в Багдаде. Багдад пал в сентябре 1831 года после десятинедельной блокады города, вызвавшей массовый голод.
Хотя Али Риза-паша смог захватить Багдад и свергнуть Дауда-пашу, ему все еще приходилось иметь дело с мамлюками, оставшимися в Багдаде. Чтобы сохранить свою власть и усмирить мамлюков, он дал многим из них должности в своем правительстве. Через несколько дней после завоевания Багдада Али Риза-паша издал фирман, или декрет, который сделал его управляющей властью над городами: Багдад, Алеппо, Диярбакыр и Мосул. В конечном итоге фирман охватил все города Ирака.
Затем Али Риза-паша двинул свою армию на юг, в Басру, где он оккупировал провинцию, положив конец правлению мамлюков в 1834 году. Завоевание Али Риза-пашой Багдада и Басры поставило провинции под прямое управление из Стамбула и подвергло их реформам Танзимата. Али Риза-паша заменил губернатора мамлюков Дауда-пашу и сослал его в Брусу. После отъезда Дауда из города Али Ризе-паше приписывают возвращение торговли и прекращение преступности. На короткое время он смог контролировать мафию, которая могла контролировать эти регионы и особенно Кербелу в вакууме региона без правительства. Он пообещал назначения и поместья знатным мамлюкам и сохранил прошлые привилегии Ост-Индской компании.
Летом 1835 года Али Риза-паша попытался атаковать город Кербела с армией в 3000 человек. Кербела является важным городом-святыней в Ираке, потому что там похоронен имам Хусейн, внук исламского пророка Мухаммеда. Кербела также имеет важное экономическое значение, поскольку может взимать налоги с паломников и приносит значительную прибыль местному правительству. Однако Али Риза-паша не смог удержать контроль над Кербелой. Хотя он был членом шиитской секты Бекташи и симпатизируя иракским шиитам в целом, Риза-паша выступил против так называемой шиитской мафии в Кербеле по поводу назначения губернатора города. Сирийский губернатор Иззет Ахмед-паша женился на своей дочери, став его зятем.
Али Риза-паша назначил Абдул-Ваххаба ответственным за город Багдад. В 1842 году, после одиннадцати лет правления, Али Риза-пашу сменил Мехмед Неджиб-паша. Али Риза-паша был переведен из Багдада в Сирию.
Личность Али Риза-паши больше загадка, чем его политические и военные достижения. Его личность описывается в иудео-иракской народной песне как очень мужественная и даже сравнивается со львом, но евреи, скорее всего, восхищались им, потому что он заменил Дауда-пашу и перераспределил землю людям, живущим в Кербеле. Другой отчет об Али Ризе-паше дает путешественник по имени Дж. Б. Фрейзер, посетивший Ирак в середине 1800-х годов. Фрейзер описывает Али Риза-пашу как «толстого мужчину лет пятидесяти, одетого в меховой бениш и с феской на голове». Описание Али Риза-паши продолжается тем, что Фрейзер объясняет: "Его ум не более привлекателен, чем шкатулка, в которой он хранится.
Али Риза-паша, скончавшийся в 1846 году в Дамаске, был похоронен возле гробницы Его Святейшества Билал-и Хабеши.